# Gösta Jacobsson (friidrottare)
Gösta Jacobsson, född 12 juli 1919 i Norrköpings Sankt Olai församling, död 1 juni 1976 i Brämhults församling, Älvsborgs län, var en svensk friidrottare (långdistanslöpning). Inhemskt tävlade han för IK Ymer, sedan för Malmö AI och därefter åter för IK Ymer. Han utsågs 1948 till Stor grabb nummer 126 i friidrott.

## Främsta meriter
Jacobsson hade svenska rekordet på 10 000 meter 1943 till 1948.
Världsrekord på stafettlöpning 4 x 1500 meter 1945 (med Sven Stridsberg, Lennart Strand och Gunder Hägg).

## Idrottskarriär
Gösta Jacobsson började som skid- och orienteringslöpare, men övergick 1939 till medeldistanslöpning. 1943 blev han medlem i IK Ymer och övergick till långdistans.
Vid 1943 års SM blev han tvåa i terränglöpning 8 000 m och trea på 5 000 meter. I landskamperna mot Danmark detta år vann han 5 000 meter i den ena och 10 000 meter i den andra. Den senare vinsten innebar också att han förbättrade Gösta Petterssons svenska rekord (30.19,4) från 1942 till 30.17,4.
1944 vann han SM i terränglöpning 8 km.
Vid SM 1945 vann han 10 000 meter på svenska rekordtiden 30.12,0 (han fick behålla rekordet till 1948). Dessutom tog han vid SM hem guld i 8 km terräng och i stafettlöpning 4x1500 meter (som medlem i Malmö AI:s lag).
Vintern 1946 diskvalificerades Jacobsson på två år för brott mot amatörbestämmelserna.
1948 gjorde han comeback i IK Ymer och vann vid SM terränglöpning 8 km och kom tvåa på 10 000 meter. Han fick dock inte delta i OS.